# Livingston (Luisiana)
Livingston es un pueblo ubicado en la parroquia de Livingston en el estado estadounidense de Luisiana. En el Censo de 2010 tenía una población de 1769 habitantes y una densidad poblacional de 211,85 personas por km².

## Geografía
Livingston se encuentra ubicado en las coordenadas 30°29′43″N 90°44′48″O / 30.49528, -90.74667. Según la Oficina del Censo de los Estados Unidos, Livingston tiene una superficie total de 8.35 km², de la cual 8.35 km² corresponden a tierra firme y (0%) 0 km² es agua.

## Demografía
Según el censo de 2010, había 1769 personas residiendo en Livingston. La densidad de población era de 211,85 hab./km². De los 1769 habitantes, Livingston estaba compuesto por el 94.06% blancos, el 4.18% eran afroamericanos, el 0.45% eran amerindios, el 0.11% eran asiáticos, el 0.06% eran isleños del Pacífico, el 0.51% eran de otras razas y el 0.62% pertenecían a dos o más razas. Del total de la población el 2.04% eran hispanos o latinos de cualquier raza.